# Forlimpopoli
Forlimpopoli – miejscowość i gmina we Włoszech, w regionie Emilia-Romania, w prowincji Forlì-Cesena.
Według danych na rok 2004 gminę zamieszkiwało 11 249 osób, 468,7 os./km².
Urodzili tu się dyplomata papieski abp Costante Maltoni i autor książek kucharskich Pellegrino Artusi.

## Miasta partnerskie
- Villeneuve-Loubet